# Krutá aplikace
Krutá aplikace je třetí epizoda šesté řady seriálu Futurama.

## Děj
Mámina společnost uvádí na trh nový model telefonu auPhone, pomocí kterého chce Máma ovládnout všechny obyvatele Nového New Yorku. Celá posádka si novinku koupí a Bender s Fryem se hned vsadí, kdo získá 1 000 000 fanoušků prostřednictvím aplikace Twitcher. Poražený musí skočit salto do bazénu plného zvratků a průjmů oboustranné mimozemské kozy. Máma potom ovládne pomocí Twitčerva všechny fanoušky napojené na Bendera a Frye.